# 김진표 (1614년)
김진표(金震標, 1614년 ~ 1671년)은 조선 중기의 문신이다. 본관은 순천. 관직이 공조참의에 이르렀다.

## 가족 관계
- 증조부: 김여물(金汝岉, 1548년 ∼ 1592년)
- 증조모: 박수강(朴壽岡, 함양 박씨)의 딸
  - 조부: 김류(金瑬, 1571년 ~ 1648년 3월 5일), 영의정
  - 조모: 진주 류씨- 류근(柳根, 1549년 ∼ 1627년)의 딸
    - 아버지: 김경징(金慶徵, 1589년 ~ 1637년)
    - 어머니: 박효성(朴孝誠, 고령 박씨)의 딸